# Tito Haterio Nepote (prefecto de Egipto)
Tito Haterio Nepote fue un équite que ejerció en varias magistraturas del Imperio Romano durante los reinados de Trajano y Adriano. Las dos posiciones más importantes que ocupó fueron las de praefectum vigilum y de gobernador de Egipto entre los años 120 y 124. Según Fergus Millar, Nepote fue el primero de entre los équites que fue ascendido desde una posición procuradora regular a un verdadero nombramiento secretarial.

## Su carrera
La carrera de Nepote está ampliamente documentada en una inscripción proveniente de Fulginia, en la actual región italiana de Umbría; si bien el nombre del sujeto de la misma no ha sobrevivido, se considera que el mismo era Nepote desde que Bartolomeo Borguesi lo identificó por primera vez como tal allá por el  	siglo XIX. Según esta inscripción, el primer cargo que se menciona de Nepote fue la de comandante de un ala, desde la que aumentó de rango hasta ser tribuno militar de una unidad de caballería auxiliar sin nombre. Tras esto, sería censor de Brittona Anavionenses, identificación que se ha establecido gracias a una carta encontrada en Vindolanda, castrum de la Britania romana. Dicha carta, dirigida a Flavio Genialis, un prefecto de la cohorte estacionada en Vindolanda, habría sido escrita por un hombre identificado como Haterio Nepote. La fecha de la carta no está clara, pero podría ser datada entre los años 97 y 120.
A partir de este momento, su biografía se torna dudosa. El siguiente cargo que habría ocupado, según la inscripción, es el de procurador de la Armenia romana, una provincia que existió entre los años 114 y 117. Sin embargo, se supone que habría actuado como Gobernador de Egipto ya en el año 120. En esos tres años, se tiene entendido que Nepote fue procurador de un ludus magnus; escuela de entrenamiento para gladiadores, procurador de los hereditates, un censor, además de funcionario del Ab Epistulis y, por último, praefectus vigilum. Puede ser que haya ejercido dichos cargos durante un periodo muy breve de tiempo, o el autor de la inscripción hizo referencia a dichos cargos y su gobernación de Armenia en un orden erróneo.
En su tiempo como gobernador, visitó los Colosos de Memnón la mañana del 18 de Febrero de 121, y supuestamente habría escuchado a la estatua cantar.
No se sabe mucho más de su vida con posterioridad a dejar su cargo de gobernador de Egipto, más allá de que no es la misma persona del mismo nombre que fue cónsul en el año 134.